# María Alziguzi Kominea
María Alziguzi Kominea (21 de marzo de 1995) es una deportista griega que compite en natación sincronizada. Ganó cinco medallas en el Campeonato Europeo de Natación entre los años 2021 y 2024.

## Palmarés internacional
| Campeonato Europeo | Campeonato Europeo | Campeonato Europeo | Campeonato Europeo |
| Año                | Lugar              | Medalla            | Prueba             |
| ------------------ | ------------------ | ------------------ | ------------------ |
| 2021               | Budapest (Hungría) | Medalla de plata   | Combinación libre  |
| 2022               | Roma (Italia)      | Medalla de bronce  | Combinación libre  |
| 2024               | Belgrado (Serbia)  | Medalla de oro     | Equipo libre       |
| 2024               | Belgrado (Serbia)  | Medalla de plata   | Equipo técnico     |
| 2024               | Belgrado (Serbia)  | Medalla de plata   | Rutina acrobática  |